# Sarah Gregorius
Sarah Joelle Gregorius (Lower Hutt, 6 de agosto de 1987) é uma futebolista profissional neozelandesa que atua como atacante.

## Carreira
Sarah Gregorius fez parte do elenco da Seleção Neozelandesa de Futebol Feminino, nas Olimpíadas de 2012 e 2016. 